# Stazione meteorologica di Crissolo
La stazione meteorologica di Crissolo è la stazione meteorologica di riferimento relativa alla località di Crissolo.

## Coordinate geografiche
La stazione meteo si trova nell'Italia nord-occidentale, in Piemonte, in provincia di Cuneo, nel comune di Crissolo, a 1.410 metri s.l.m. e alle coordinate geografiche 44°42′N 7°09′E.

## Dati climatologici
In base alla media del trentennio di riferimento climatico 1961-1990, la temperatura media del mese più freddo, gennaio, si attesta a -1,1 °C; quella del mese più caldo, luglio, è di +17,0 °C .
| Crissolo           | Mesi | Mesi | Mesi | Mesi | Mesi | Mesi | Mesi | Mesi | Mesi | Mesi | Mesi | Mesi | Stagioni | Stagioni | Stagioni | Stagioni | Anno |
| Crissolo           | Gen  | Feb  | Mar  | Apr  | Mag  | Giu  | Lug  | Ago  | Set  | Ott  | Nov  | Dic  | Inv      | Pri      | Est      | Aut      | Anno |
| ------------------ | ---- | ---- | ---- | ---- | ---- | ---- | ---- | ---- | ---- | ---- | ---- | ---- | -------- | -------- | -------- | -------- | ---- |
| T. max. media (°C) | 2,6  | 3,9  | 6,1  | 10,1 | 14,8 | 18,2 | 21,7 | 21,1 | 18,0 | 12,0 | 6,3  | 3,8  | 3,4      | 10,3     | 20,3     | 12,1     | 11,6 |
| T. min. media (°C) | −4,9 | −4,3 | −1,7 | 2,3  | 6,3  | 9,6  | 12,3 | 12,2 | 9,5  | 4,0  | −0,5 | −3,1 | −4,1     | 2,3      | 11,4     | 4,3      | 3,5  |